# Chikkahosahalli, Madhugiri
Chikkahosahalli là một làng thuộc tehsil Madhugiri, huyện Tumkur, bang Karnataka, Ấn Độ.